# Іст-Вілледж
Іст-Вілледж (англ. East Village; дослівно: "Східне поселення") — нейборгуд в Нижньому Мангеттені (Нью-Йорк) на південь від великого району Іст-Сайд. На півночі межа нейборгуда проходить по 14-й вулиці, на заході — Бауері і Третьою авеню, на півдні — Хаустон-стріт і на сході — авеню D :392.
Іст-Вілледж межує на заході з нейборгудами Нохо, Бауері та Гринвіч-Вілледж, на півночі з Грамерсі та Стайвесант-таун — Пітер-Купер-Вілледж, на півдні - з Нижнім Іст-Сайдом. До складу Іст-Вілледжу входять Алфабет-Сіті, Бауері та етнічний анклав Маленька Україна — район історичного поселення українців емігрантів у Нью-Йорку.
У колоніальні часи територія де нині розташований Іст-Вілледж була околицею Нью-Йорка. Наприкінці XIX — на початку XX століття район зазнав значного припливу іммігрантів з різних частин Європи. Великим етнічним анклавом колись була Маленька Німеччина, яка після пожежі на пароплаві «Генерал Слокам» у 1904 році втратила свою ідентичність. Історично Іст-Вілледж був складовою Нижнього Іст-Сайду, але з початком 1960-х років, з переселенням в район художників і музикантів, став розвивати власну субкультуру і набув рис, характерних для сьогоднішнього дня . В наші час в районі робляться активні зусилля щодо збереження історичної спадщини.
Іст-Вілледж став центром контркультури, батьківщиною багатьох музичних, художніх та літературних рухів, особливо таких як панк-рок. Район досі вважається символом нічного життя Нью-Йорка та одним із його культурних центрів.[⇨].

## Історія

### Нідерландські наділи

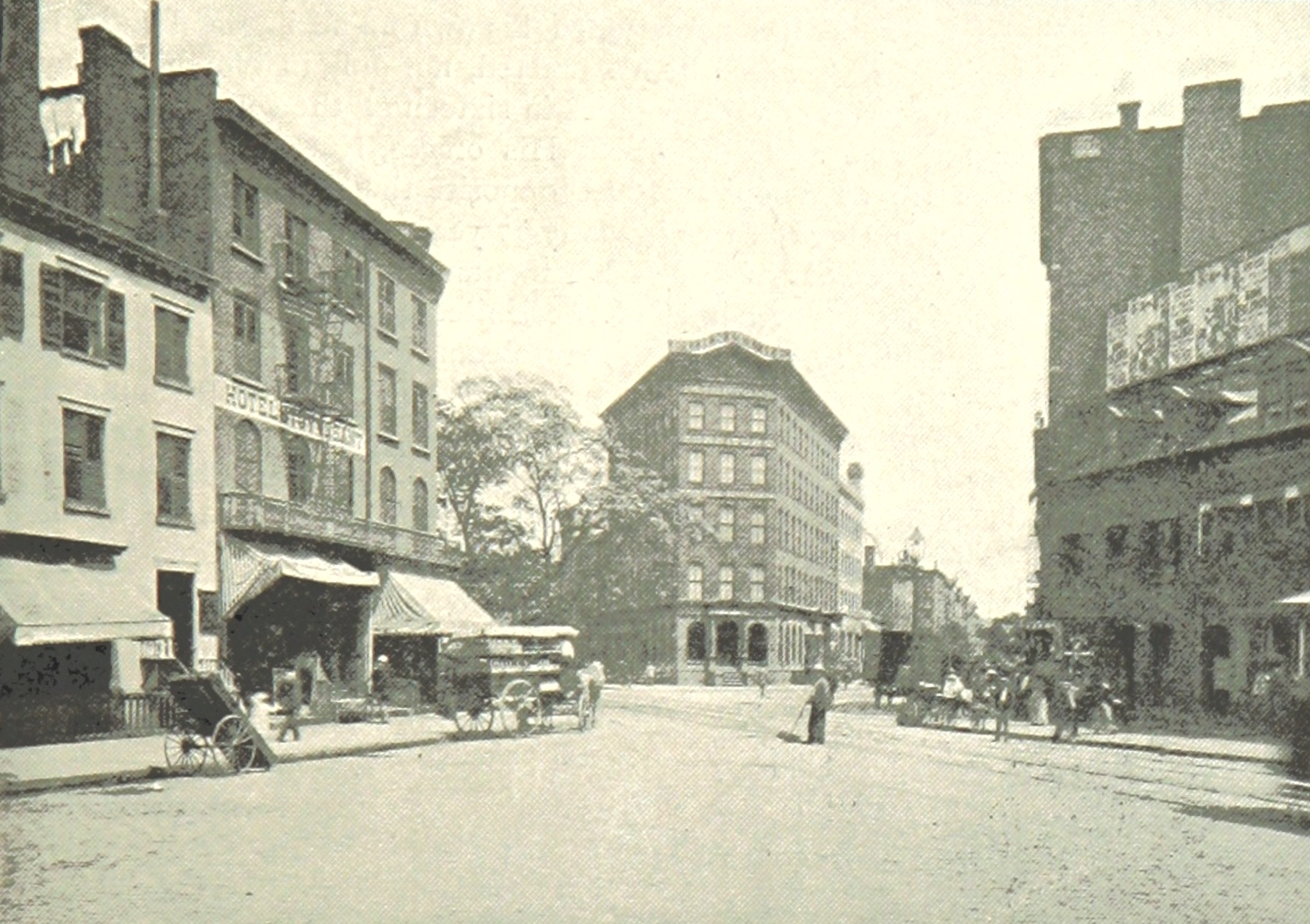
Стайвесант-стріт (відходить вліво) — одна з найстаріших вулиць Іст-Вілледжа, якою колись проходив кордон між голландськими фермами. Фото зроблене у 1893-му році.

Початково територія нинішнього Іст-Вілледжа була заселена корінними американцями ленапе . Вони проживали тут непостійно, приходячи на риболовлю влітку і повертаючись углиб материка в холодні періоди року, щоб там полювати і займатися землеробством, тобто вели кочовий спосіб життя . У 1626 році Мангеттен був викуплений Петером Мінуїтом (обіймав посаду губернатора Нових Нідерландів) в Голландської Вест-Індської компанії . Згодом південніше нинішньої вулиці Фултон-стріт голландці, що прийшли сюди в 1620-х роках, заснували колонію Новий Амстердам. На північ від цієї місцевості було кілька невеликих плантацій і великих ферм, які тоді називалися «буверіями» (нід. bouwerij ; еквівалентно boerderij - "ферма" - сучасною голландською мовою). Навколо них було кілька анклавів вільних або «напіввільних» вихідців з Африки, які служили буфером між голландцями і корінними жителями Америки . Одне з найбільших таких поселень знаходилося вздовж сучасної вулиці Бауері між Прінс-стріт та Астор-Плейс. Чорношкірі фермери були одними з перших постійних поселенців у цьому районі і власне кілька таких ферм знаходилося і на території сучасного Іст-Вілледжа .

### Зміна культурного вектора

#### Новий імідж
До середини XX століття Іст-Вілледж був лише північною частиною Нижнього Іст-Сайду зі схожою іммігрантською культурою робітничого класу. У 1950-1960-х роках за приходом сюди бітників пішли хіпі, музиканти, письменники і художники, яким була не по кишені оренда в Гринвіч-Вілледжі, який стрімко облагороджувався і відповідно ставав дорожчим. Серед перших творчих особистостей, що переїхали сюди в 1951—1953 роках були письменники Аллен Гінзберг, Уістен Х'ю Оден і Норман Мейлер . Приблизно в той же час на вулиці Східній 10 відкрилися спільні художні галереї, першими з яких у 1952 році стали «Танджер» (англ. Tanger) та «Ханса» (англ. Hansa) . В 1955 в районі була знесена гілка надземної залізниці . Це зробило район більш привабливим для потенційних жителів, і вже в 1960 The New York Times зазначала: «цей нейборгуд поступово стає визнаним продовженням Гринвіч-Вілледжа ⟨ ... ⟩ що простягає нью-йоркську богему від річки до річки» .
У тій же статті 1960 року говорилося, що маклери все частіше називають цей нейборгуд «Вілледж-Іст» або «Іст-Вілледж». Нова назва використовувалася, щоб уникнути асоціацій з нетрями Нижнього Іст-Сайду і підвищити престижність району. Згідно The New York Times, путівник 1964 року під назвою «Нью-Йорк Ерла Вілсона» (англ. Earl Wilson's New York) повідомляв, що «художники, поети та власники кав'ярень із Гринвіч-Вілледжа намагаються переробити цей район під гучною назвою „Іст-Вілледж“» . Нові мешканці та маклери з нерухомості популяризували нову назву і до середини 1960-х цей топонім вже використовувався в медіа-середовищі. У 1966 році почала виходити щотижнева газета з новою назвою району: The East Village Other. The New York Times у статті від 5 червня 1967 року зафіксувала популярність нової назви нейборгуда. Таким чином нейборгуд як і назва сформувалися до середини 60-х років.

Виступ панк-групи Plasmatics у клубі CBGB, липень 1979 року

Іст-Вілледж став центром нью-йоркської контркультури та місцем народження багатьох художніх рухів, включаючи панк-рок та ньюйориканський літературний рух, започаткований пуерто-риканськими нью-йоркцями . Декілька колишніх ідешських театрів були переобладнані під постановки офф- і офф-офф-Бродвея ; наприклад, Громадський театр на Другій авеню, 66, став Театром Філліс Андерсон (англ. Phyllis Anderson Theater). У театрах на 4-й Східній вулиці також проходили офф-бродвейські постановки серед яких були Королівський театр, Театр на Четвертій вулиці, Театр Даунтаун, Експериментальний театральний клуб La MaMa (англ. La MaMa E.T.C.) і Театр Truck & Warehouse — все це лише в одному кварталі між Бауері і Другою авеню, тому можна зрозуміти наскільки мистецьким поступово ставав район .
У 1970-1980-х роках Нью-Йорк в цілому занепадав і наближався до банкрутства, особливо після податково-бюджетної кризи 1975 року. Багато житлових будинків в Іст-Вілледжі без належного утримання приходили в занедбаний стан . Місто хоч і придбало багато цих будівель, але водночас і не змогло підтримувати їх стан через брак коштів . В 1986 був прийнятий план капітального ремонту відповідно до якого деякі об'єкти нерухомості були передані Асоціації взаємного житлового будівництва Купер-сквер (англ. Cooper Square Mutual Housing Association) в рамках угоди 1991 .
Незважаючи на погіршення стану житлового фонду в Іст-Вілледжі його музичні та художні майданчики процвітали. До 1970-х років по сусідству почали відкриватися танцювальні зали для геїв та панк-рок-клуби . До них входив рок-клуб «Філмор-Іст», що став пізніше приватним гей-клубом «Сейнт» (англ. Saint ). Він знаходився в будівлі кінотеатру на Другій авеню, 105 . Театр Філліса Андерсоан був переобладнаний в Театр Другої авеню, ставши прибудовою до музичного клубу CBGB і приймав таких музикантів, як Брюс Спрінгстін, Патті Сміт і Talking Heads. В клубі Pyramid, що відкрився в 1979 на Авеню A, 101, виступали такі виконавці, як Nirvana і Red Hot Chili Peppers, а також дреґ-квін Ру Пол і Енн Маґнусон . Крім того, до середини 1980-х років в Іст-Вілледжі знаходилося понад 100 художніх галерей, першою з яких стала так звана "Весела Галерея" Білла Стеллінга і Патті Астор . Також у нейборгуді виставлялися роботи Кіта Харінга та Жана-Мішеля Баскія . Безліч галерей відкрилося згодом на 7-й вулиці.

#### Спад

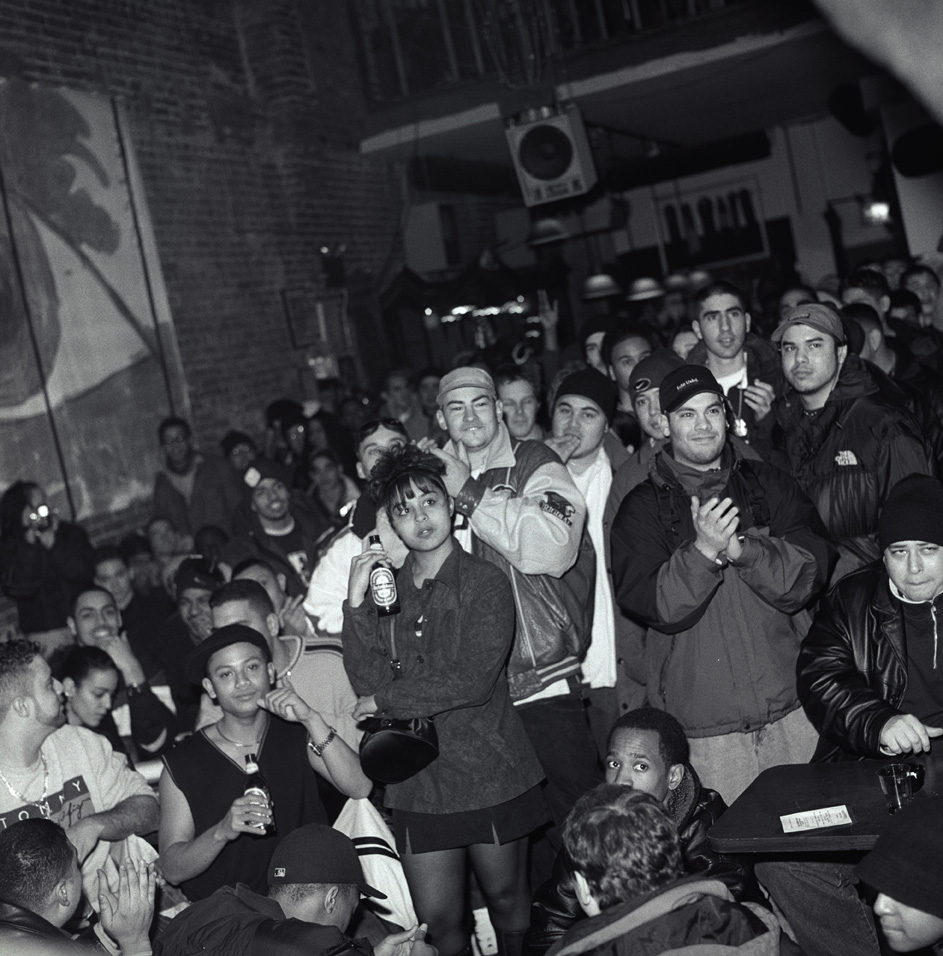
Ньюйориканське поетичне кафе у 1998 році

До 1987 року занепали і художні майданчики . На жаль, багато художніх галерей переїхали в більш прибуткові нейборгуди, такі як Сохо, або згодом зовсім закрилися  . Художні майданчики стали жертвами свого власного успіху, оскільки їхня популярність згодом відродила ринок нерухомості в Іст-Вілледжі і ціни на нерухомість недозволили більше мешкати тут митцям та художникам .
Одним із клубів, які намагалися відродити колишнє мистецьке минуле нейборгуда, був «Будинок задоволення» (англ. House of Satisfaction Мо Піткінса, який також частково належав коміку Джиммі Феллону до його закриття у  2007 році . Згідно з дослідженням Фордемського університету, присвяченому занепаду культури в Іст-Вілледжі, «молода ліберальна культура, яка колись знайшла своє місце на мангеттенській стороні Іст-Рівера», частково перемістилася в нові райони, такі як Вільямсбург у Брукліні .  Не зважаючи на це в Іст-Вілледжі все ще залишається кілька помітних артистичних майданчиків, таких як кафе «Сайдвок» (англ. Sidewalk Cafe ) на перетині 6-ї вулиці та авеню A, а також поетичні клуби «Бауері» та Ньюйориканське поетичне кафе  .

### Джентрифікація
Наприкінці XX століття в Іст-Вілледж прийшла джентрифікація, що стало результатом вищезгаданого зростання цін на житло . У 1970-х роках орендна плата була надзвичайно низькою, і цей район вважався одним із найменш привабливих на Мангеттені . Проте вже в 1983 році Times повідомляла, що через наплив художників і подальшого підвищення орендної плати багато закладів та іммігрантів були змушені покинути Іст-Вілледж . Вже наступного року молоді професіонали становили кістяк населення нейборгуда. Незважаючи на це рівень злочинності залишався високим, а в Томпкінс-сквер-парку відкрито продавалися наркотики .
Соціальна напруженість спричинена джентрифікацію вилилась у бунт в Томпкінс-свер-парку в 1988 році. Бунт відбувся на тлі планів міського уряду оголосити тут комендантську годину, спрямовану на боротьбу з місцевими безпритульними. Однак в 1992 парк знову був відкритий . Наслідки бунту дещо уповільнили процес джентрифікації, оскільки ціни на нерухомість впали . Однак до кінця XX століття ціни на нерухомість відновили стрімке зростання. Близько половини магазинів Іст-Вілледжа відкрилися протягом десяти років після бунту, а рівень вакантних площ за цей період впав з 20% до 3%, що вказує на те, що багато довгострокових орендарів покинули район і район отримав нове обличчя .
На початку XXI століття деякі будівлі в цьому районі були знесені та замінені на більш нові будинки . Наприклад, в 2010 році актор Девід Швіммер купив на 6-й вулиці особняк 1852. Незважаючи на неоднарозові повідомлення про можливий статус пам'ятки архітектури він повністю перебудував особняк .

## Географія
З Іст-Вілледжем межують райони Нохо, Бауері та Гринвіч-Вілледж на заході, Стайвесант-сквер  на північному заході, Стайвесант-таун-Пітер-Купер-Вілледж на північному сході, Грамерсі на півночі та Нижній Іст-Сайд на півдні . У нейборгуді є кілька невеликих анклавів із яскраво вираженим характером .

### Альфабет-Сіті
Альфабет-Сіті — це східна частина Іст-Вілледжа, що отримала свою назву за вулицями з однолітерними назвами такими як авеню A, B, C і D. Район обмежується вулицею Хаустон-стріт на півдні та 14-й вулицею на півночі. З визначних пам'яток в Альфабет-Сіті можна виділити Томпкінс-сквер-парк і згадуване вище Ньюйориканське поетичне кафе  . В Альфабет-Сіті є вулиця Сент-Маркс-Плейс, що є продовженням 8-ї вулиці між Третьою авеню та авеню А. На ній широко представлена японська вулична культура, а також ретро-панк-культура та новий магазин клубу CBGB. Також Сент-Маркс-Плейс є частиною "Мозаїчної стежки" — маршруту з 80 інкрустованих мозаїкою ліхтарних стовпів, що веде від Бродвею вниз по 8-й вулиці до авеню А і 4-ї вулиці і потім назад до 8-ї вулиці .
Альфабет-Сіті колись уособлював бажане місце проживання у Нью-Йорку. Його джентрифікація на стику XX і XXI століть докорінно змінила імідж нейборгуда . Східна частина Алфабет-Сіті має власну назву «Лоуїсайда» (англ. Loisaida), що походить від пуерто-ріканського вимови нейборгуда Нижній Іст-Сайд .

### Бауері
Колись вулиця Бауері та прилеглий до неї район Бауері були відомі своїми численними притулками для безпритульних, центрами реабілітації наркоманів та барами. Вираз «на Бауері», який згодом вийшов із вживання, був синонімом безгрошів'я . У XXI столітті джентрифікація дійшла до Бауері, і він перетворився на бульвар з новими розкішними кондомініумами. Реконструкція району зустріла опір з боку її постійних мешканців, котрі побоювалися втрати унікальний характер району . У районі також з'явилося розвинене мистецьке суспільство. Завдяки цьому у Бауері знаходиться Поетичний клуб Бауері , де проводили свої читання письменники Амірі Барака і Тейлор Мід . До 2006 року на цьому місці розташовувався вищезгаданий легендарний нічний клуб CBGB .

### Маленька Україна
Маленька Україна — це етнічний анклав в Іст-Вілледжі, до якого українські нью-йоркці почали переселятися ще наприкінці ХІХ століття .
На початку XX століття українські іммігранти почали переселятися до районів, де раніше домінували східноєвропейські та галицькі євреї, а також німецький анклав Нижнього Іст-Сайду. Після Другої світової війни українське населення цього кварталу досягло 60 000 осіб, в зв`язку з політичною еміграцією , але, як і у випадку з Маленькою Італією, сьогодні український анклав представлений лише кількома українськими магазинами та ресторанами. Нині на ділянці між Хаустон-стріт і 14-ю вулицею і між Третьою авеню та авеню A  як і раніше, проживає майже третина населення Нью-Йорка з українським корінням . Тут розташовано кілька церков, у тому числі церква Святого Юра — головна українська святиня Нью-Йорка, а також українські ресторани та м'ясні лавки, Український музей, філія Наукового товариства імені Тараса Шевченка та український культурний центр . У 1981 році у підвальному приміщенні Українського Народного Дому відбувся один із перших американських концертів гурту New Order .
З початку XX століття українська католицька церква святого Юри є однією із культурних домінант Маленької України. Тут проводяться щоденні літургії та сповіді. Також під керуванням церкви знаходиться Академія святого Юрія —парафіяльна школа. Починаючи з 1976 року, церква спонсорує щорічний Фестиваль української спадщини — один з небагатьох автентичних вуличних ярмарків Нью-Йорка, що збереглися . У квітні 1978 року міська рада Нью-Йорка перейменувала невелику вулицю, що з'єднує Східну 7-му та 6-ту вулиці, на вулицю Тараса Шевченка під назвою Taras Shevchenko Place . У 1999 році Євген Гудзь заснував відомий гурт Gogol Bordello в цьому анклаві Іст-Вілледжа .

## Населення
Згідно даних перепису населення США 2010 року, населення Іст-Вілледжа становило 44 136 осіб, що на 2390 осіб (5,4 %) більше, ніж у 2000 році, коли воно налічувало 41 746 осіб. Площа Іст-Вілледжа становить приблизно 1 км², відповідно густота населення становить близько 44 000 осіб/км² . Расовий склад населення: 65,5% (28888) білих, 3,9% (1743) афроамериканців, 0,1% (64) корінних американців, 14,9% (6560) вихідців з Азії, 0,05% (22) гавайців або жителів Океанії, 0,4% (182) інших рас та 2,8% (1214) представників двох або більше рас. Іспаномовні американці або латиноамериканці будь-якої раси становили 12,4% (5463) населення . Українського населення з часом стало помітно менше. Головна причина втрати українського населення — це подорожчання ціни житла та оренди в цьому районі .

### Свята та фестивалі
В Іст-Вілледжі щорічно проводиться низка фестивалів, серед яких:
- Джазовий фестиваль Чарлі Паркера — серпень, щорічно [51][52] ;
- Фестиваль Dream Up – серпень-вересень, щорічно [53] ;
- Хеллоуїнський парад собак у Томпкінс-сквері - жовтень, щорічно [54][55][56].

### Визначні пам'ятки
Багатьом будинкам Іст-Вілледжа надано статус визначних пам'яток. Серед них:
- Житловий комплекс Ферст-Хаусес[en] на східній 3-й вулиці та авеню A — перший житловий комплекс  ведений в рамках державної програми житлового будівництва в США, побудований в 1935 році, пам'ятка з 1974 [57].
- Поліклініка Стайвесант[en] за адресою Друга авеню, 137, побудована в 1884, пам'ятка з 1976 [58].
- Крістодора-Хаус[en]  побудований в 1928, внесений до національного реєстру історичних місць в 1986 [59].
- Ночівля для хлопчиків на Томпкінс-сквер та індустріальна школа Спільнота допомоги дітям[en]  за адресою Східна 8-ма вулиця, 296. Побудовані в 1886, пам'ятки з 2000 [60].
- Державна школа 64 за адресою 10-та вулиця, 350 — виконана в стилі неоренесансу ; побудована в 1904-1906 роках архітектором і керуючим школи Чарльзом Снайдером, пам'ятка з 2006 [61].
- Вебстер-холл[en]  — концертний зал та нічний клуб також у стилі неоренесансу; спроектований в 1886 [62], пам'ятка з 2008 [63].
- Притулок Елізабети для дівчаток Спільноти допомоги дітям[en] за адресою вул. Східна 12, 308. Побудований в 1891-1892 роках, пам'ятка з 2008 [64].
- Хлібопекарня «Уітсуорт», побудована в 1927-1928 роках, пам'ятка з 2008 [65].
- Аукціон коней Van Tassell and Kearney[en]  на Східній 13-й вулиці, 126-128; збудований у 1903—1904 роках, пам'ятка з 2012 року [66].
- Перша німецька баптистська церква (синагога) за адресою Східна вулиця 14-а, 334; пам'ятка з 2014 [67].

## Економіка
Забудова нейборгуда в основному представлена невеликими багатоквартирними будинками та великими муніципальними житловими комплексами. Велику частку в економіці району займають заклади громадського харчування та розважальні заклади: кафе, ресторани та нічні клуби. Також є безліч дрібних точок роздрібної торгівлі, наприклад, на Сент-Маркс-Плейс, а також багато з них розташовані на основних авеню району . Під час пандемії COVID-19, багато закладів громадського харчування з багаторічною історією були вимушені закритися .
Пожвавлення нейборгуда, його історична та культурна спадщина, а також розвинене почуття соціальної спільноти серед його жителів є основними чинниками, які залучають сюди нових бізнес-резидентів. Іст-Вілледж часто служить випробувальним полігоном для підприємців-початківців з усього світу .
До негативних факторів, що обмежують ведення бізнесу, відносять досить високу частку незайнятих площ (14%), які найчастіше покриваються графіті  проблему з утилізацією сміття в окремих частинах нейборгуда, високу орендну плату, погану транспортну доступність деяких частин нейборгуда .
За даними на 2020 рік, в Іст-Вілледжі наявні 1767 підприємств різного профілю, з них: 396 — ресторани повного та неповного циклів обслуговування, 155 — бари, 142 — салони краси, 94 - кафе .
Щорічний обсяг роздрібного бізнесу в Іст-Вілледжі перевищує 3 млрд доларів .

## Транспорт
Іст-Вілліедж обслуговується кількома станціями метро, серед яких Друга авеню, Астор-Плейс, Восьма вулиця - Нью-Йоркський університет  та Перша авеню . Район обслуговується автобусними маршрутами M1, M2, M3, M8, M9, M14A, M14D, M15, M15 SBS, M21, M101, M102 та M103 .
Велодоріжки присутні на основних авеню Іст-Вілледжа, таких як авеню A та C, а також на Першій авеню. На вулицях авеню B та D, а також Третій авеню велодоріжок не передбачено. Також велодоріжки є на 3-й, 4-й, 9-й, 10-й, 12-й та 13-й вулицях .
Джерела